# Fornlämningen L2022:3225
Fornlämningen L2022:3225 är en lägenhetsbebyggelse (torp) längs med Herrgårdsvägen i Skogaholm i Svennevads socken. Torpet är utmärkt på en karta från 1836–1839 och en besiktning av området utfördes i april 2022. 
Inom ett område som är 45 meter brett och 100 meter långt i nordöstlig-sydvästlig riktning finns fyra husgrunder och en terrasserad mur invid Skogaån (det blåmarkerade fältet på kartbilden) som numera klassas som ett fornfynd.

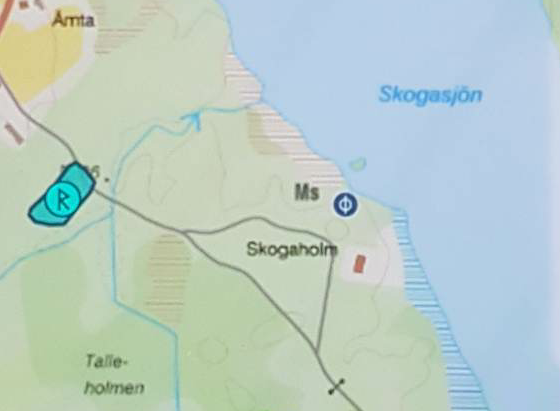
det blåmarkerade fältet på kartbilden med bokstaven R.

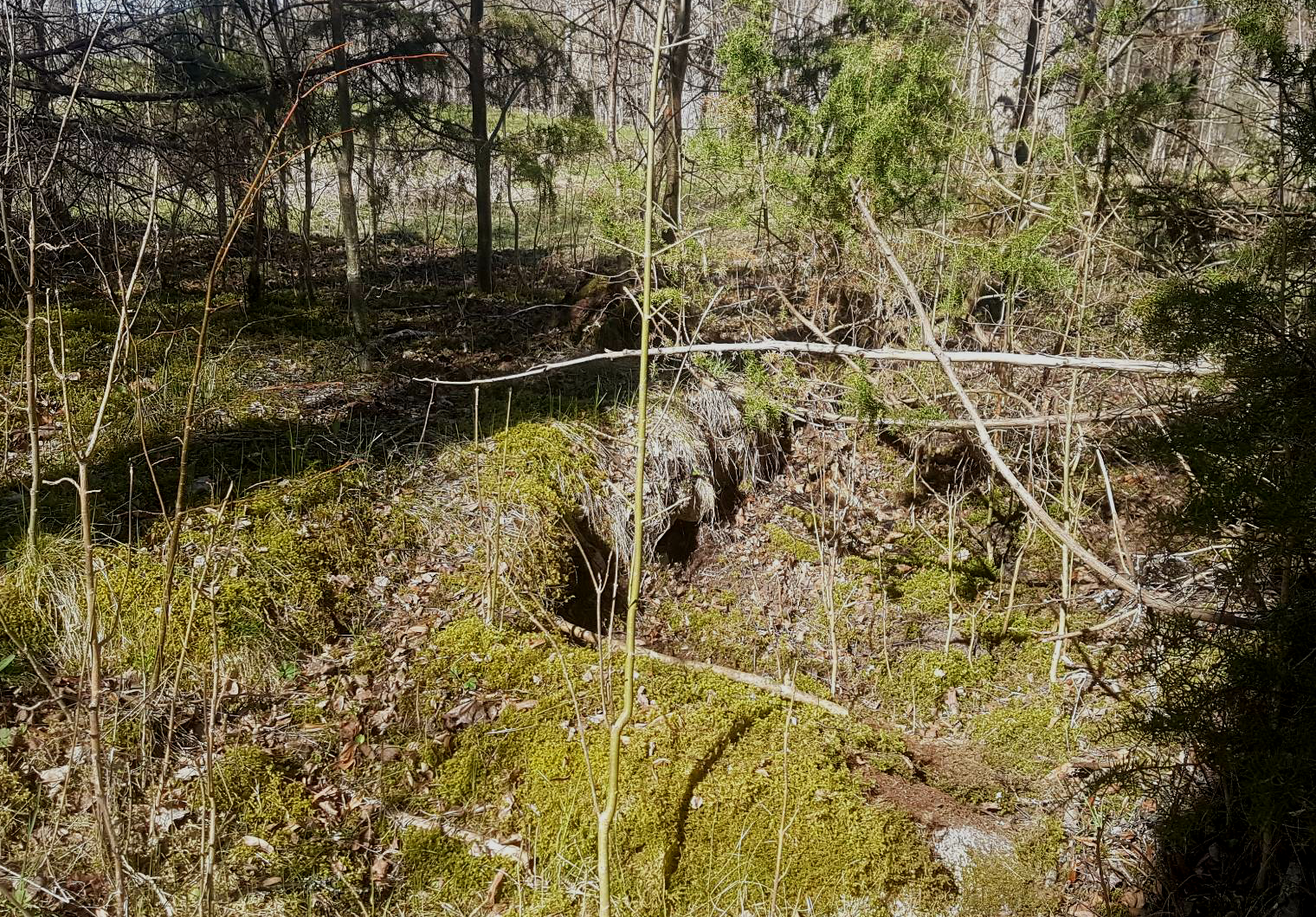
Grundstenar från torpet.

Husgrunderna består av ett boningshus, en jordkällare samt två ekonomibyggnader. Resterna av boningshuset består av en 10 meter bred och 15 meter lång husgrund i nordnordväst-sydsydöstlig riktning. Den är omkring 10 till 30 centimeter hög och består av kallmurade naturliga stenar i varierande storlek mellan 20 till 40 centimeter. Inom grunden finns två stycken rasade och övertorvade spismursrösen. Det mindre är två gånger två meter medan det större spisröset är tre gånger fyra meter; båda rösena är omkring 20 till 30 centimeter höga.
Jordkällaren belägen i områdets sydvästra del och är ingrävd i kullens sydöstsluttning. Källaren omges av en jordvall om 6 × 8 meter i nordväst-sydöstlig riktning; den har sin öppning i sydöstlig riktning och rummet var 2 meter brett och 3 meter långt.
Det finns två grunder efter ekonomibyggnader som är 10 × 10 meter respektive 6 × 8 meter med en enkel syllfot av sten som är i storleken 20 till 40 centimeter. Invid Skogaån är en terrasserad kallmurad mur anlagd. Muren är 35 meter lång i nordöstlig-sydvästlig riktning. Den är omkring en halv meter hög och är kallmurad av utvald natursten anlagd i en till två skift med stenar i storleksklassen 40 till 80 centimeter.